# Микротурбина
Микротурбина (микротурбогенератор) — компактная турбина. Отчасти, успех микротурбин обусловлен развитием электроники, делающей возможной работу оборудования без вмешательства человека. Микротурбины применяются в самых сложных проектах автономного электроснабжения.
Микротурбинные системы имеют множество преимуществ перед автономными электростанциями на базе поршневых двигателей: более высокая плотность мощности (с учетом занимаемой площади и веса), экстремально низкие эмиссии или всего несколько (или одна) движущихся частей. Микротурбины Capstone разрабатываются с воздушными подшипниками и охлаждаются воздухом без использования моторного масла и смазочно-охлаждающих жидкостей. Преимущество микротурбин также заключается в том, что большая часть выделяемой тепловой энергии сосредоточена в системе выхлопа с относительно высокой температурой в то время, как выделяемое тепло возвратно-поступательных двигателей распределяется между выхлопом и охлаждающей системой.

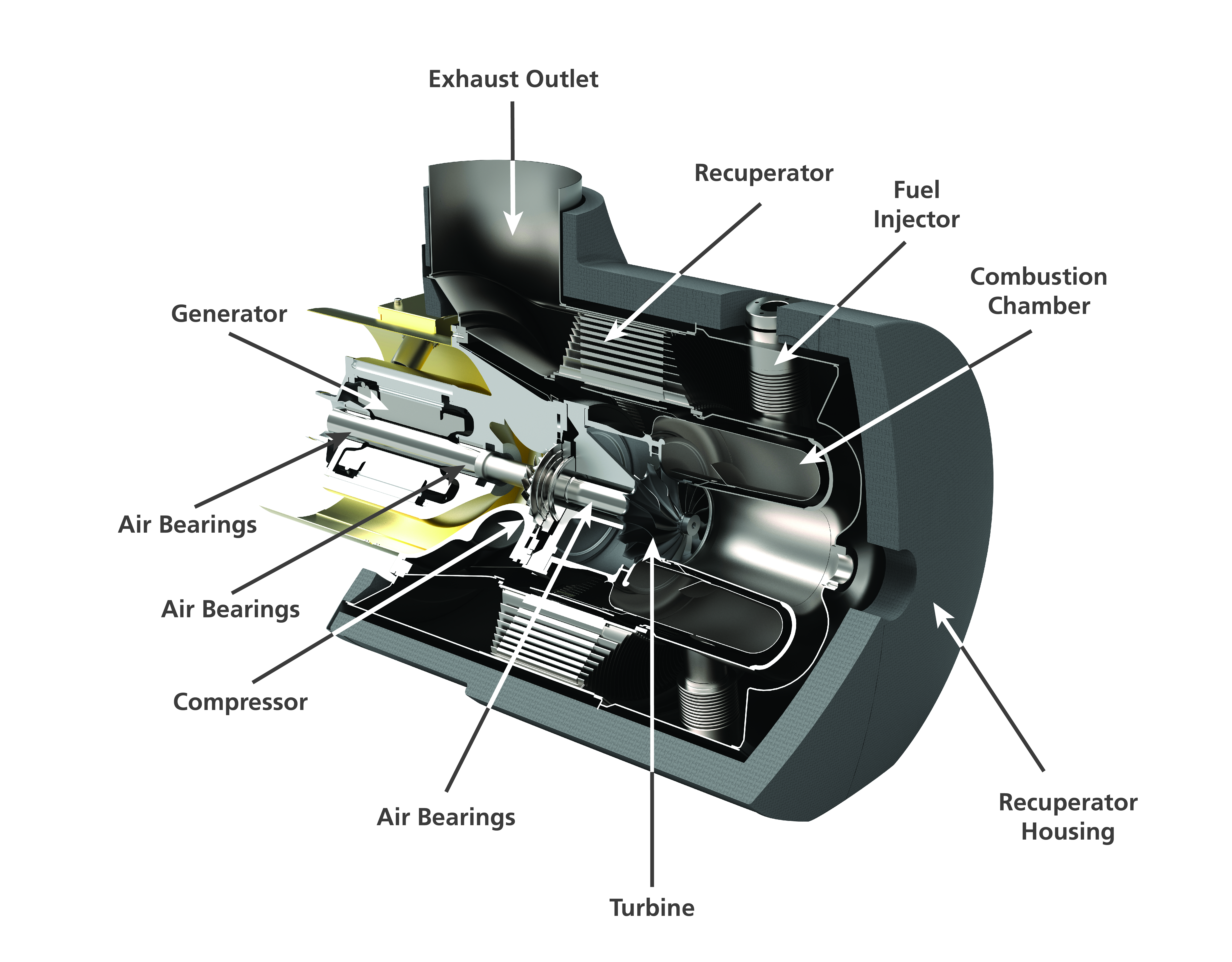
Разрез микротурбины Capstone C65 (65 кВт)

Микротурбины могут работать на большей части промышленных топлив, таких как: природный газ, пропан, дизельное топливо, керосин, попутный нефтяной газ, также могут использоваться возобновляемые виды топлива: E85, биодизель и биогаз.
Микротурбина имеет компрессор, одноступенчатую радиальную турбину, инвертор и рекуператор. Тепло дымовых газов может быть использовано для подогрева воды, воздуха, процессов осушения или в абсорбционно-холодильных машинах — АБХМ, которые создают холод для кондиционированния воздуха, используя бесплатную тепловую энергию вместо электрической энергии.
КПД типовых микротурбин массового производства достигает 35 %. В режиме комбинированной генерации электричества и тепловой энергии — когенерации, может достигаться высокий коэффициент использования топлива — КИТ, выше 85 %.
Преимущества микротурбин:
- эластичность и адаптивность к восприятию электрических нагрузок в диапазоне от 1 до 100 %
- возможность длительной работы микротурбины на предельно низкой мощности — 1 %,
- низкий уровень эмиссий,
- отсутствие дымовых труб,
- отсутствие в микротурбинах моторного масла, смазки
- отсутствие охлаждающих жидкостей,
- быстрое и технологичное подключение к топливным магистралям, электрическим коммуникациям и тепловым сетям,
- сервисное обслуживание микротурбины — 1 день, 1 раз в году,
- низкий уровень шума,
- предельно малый уровень вибраций микротурбины,
- система дистанционного контроля,
- компактные размеры микротурбины,
- возможность размещения микротурбинной электростанции на крышах зданий,
- высокое качество производимой электроэнергии ввиду наличия инвертора,
- комбинированное производство электроэнергии и тепла (когенерация),
- возможность работы в условиях низких температур (Крайний Север, Арктика).
- Массачусетский технологический институт (MIT) начал проект разработки миллиметровых двигателей турбин в середине 1990-х годов, когда профессор аэронавтики и астронавтики Алан Епштейн обосновал возможность создания персональных турбин, которые будут способны удовлетворить персональные потребности в электричестве современного человека, по примеру того, как большая турбина может удовлетворить потребности в электричестве небольшого города. Согласно исследованиям профессора Епштейна существующие в настоящее время промышленные литий-ионные аккумуляторы поставляют около 120—150 Вт·ч/кг. Миллиметровая турбина МИТ будет поставлять около 500—700 Вт·ч в ближайшем будущем, и в дальнейшем эта величина вырастет до 1200—1500 Вт·ч.

Сферы применения микротурбин:
- нефтегазовая сфера — утилизация ПНГ[1] (попутный нефтяной газ является побочным эффектом нефтедобычи и образует значительное количество вредных выбросов. Энергетические установки имеют возможность использовать ПНГ для выработки электроэнергии, что обладает очень высокой степенью эффективности),
- децентрализованное энергоснабжение (в том числе сотовая связь),
- энергоснабжение в условиях Крайнего Севера,
- энергоснабжение торговых комплексов,
- энергоснабжение дата-центров,
- энергоснабжение фармацевтических складов,
- энергоснабжение стройплощадок,
- энергоснабжение аграрного сектора.

Производители:
- Capstone Green Energy[англ.]
- СКБ «Турбина»